# 森トラストリート投資法人
森トラストリート投資法人（もりトラストリートとうしほうじん）は、東京都港区に本部を置く投資法人。東証上場（J-REIT）。

## 概要
森トラストがメインスポンサーの総合型のJ-REITであり、資産運用会社は森トラストグループ100%出資の「森トラスト・アセットマネジメント株式会社」である。なお、森ビルがスポンサーである森ヒルズリート投資法人とは直接的な関係はない。
森トラスト総合リート投資法人として投資対象はオフィスビルを中心としていたが、2023年3月1日に同じく森トラストがスポンサーの森トラスト・ホテルリート投資法人を吸収合併し、森トラストリート投資法人に商号変更した。また、決算期は、3月/9月から、2月/8月に移行した。

## 沿革
- 2001年（平成13年）10月2日 - 日本総合トラスト投資法人として設立。設立企画人は「日本総合ファンド株式会社」（現「森トラスト・アセットマネジメント株式会社」）。
- 2003年（平成15年）11月1日 - 森トラスト総合リート投資法人に商号変更[5]。
- 2004年（平成16年）2月13日 - 東証に上場
- 2023年（令和5年）3月1日 - 森トラスト・ホテルリート投資法人を吸収合併し、森トラストリート投資法人に商号変更

## ポートフォリオ
所有物件は以下の通り。
- 東京汐留ビルディング（共有持分50%）
- ONビル
- 紀尾井町ビル
- 大崎MTビル
- 御堂筋MTRビル
- 広尾MTRビル
- 天神プライム
- 新横浜TECHビル
- 渋谷フラッグ
- 新橋駅前MTRビル
- イトーヨーカドー湘南台店
- コーナン相模原西橋本店
- フレスポ稲毛
- ホテルオークラ神戸
- パークレーンプラザ

旧森トラスト・ホテルリート投資法人所有
- シャングリ・ラ ホテル 東京
- ヒルトン小田原リゾート&スパ（信託受益権準共有持分50%）
- コートヤード・バイ・マリオット 東京ステーション
- コートヤード・バイ・マリオット 新大阪ステーション（共有持分74%）
- ホテルサンルートプラザ新宿